# Potentilla fallacina
Potentilla fallacina là loài thực vật có hoa trong họ Hoa hồng. Loài này được Blocki miêu tả khoa học đầu tiên.